# Cloud Nine (band)
Cloud Nine was een Nederlandse newwaveband, ontstaan in 1984 uit de band Two Supply. Nadat de Amsterdamse zangeres Petra Lugtenburg zich bij de band heeft gevoegd werd er vanaf april 1984 nieuw materiaal geschreven. De band speelde new wave met melancholische teksten waarbij akoestische instrumenten de synthesizers afwisselen. In de pers werd de muziek van de band vergeleken met onder andere Aztec Camera en The Waterboys.

## Geschiedenis
In 1985 verscheen het eerste en enige album Waterland via Ariola EuroDisc GmbH en werd opgenomen in de Soundpush Studios in Blaricum. Het album werd geproduceerd door Henk Hofstede en Robert Jan Stips van newwaveband Nits en opnametechnicus Jaap Eggermont.
In het najaar van 1986 leverde Cloud Nine een bijdrage aan het project La Grande Parade, waarvoor 39 Nederlandse muzikanten uit verschillende groepen zich laten inspireren door schilderijen uit de gelijknamige tentoonstelling in het Stedelijk Museum. 
In 1987 ging de band uit elkaar. Zangeres Petra Lugtenburg verzorgde later achtergrondzang bij de Nits, was zangeres bij Siobhan, waarin ook gitarist Frans Heessels speelden en oud-leden van de Nederlandse newwaveband The Dutch en bracht in 1997 onder de naam P'etra bij Dureco de soloplaat 'Shellfire' uit, gevolgd door album "On the Road" en "Travellers in our Minds" ( productie Hans Hollestelle). Zij overleed in 2019. In 2015  Bassist Erik Boon speelde in Gotcha! en Piet van Steenis speelde tevens langere tijd in Gotcha!.

### Albums
| Album met eventuele hitnotering(en) in de Nederlandse Album Top 100 | Datum van verschijnen | Datum van binnenkomst | Hoogste positie | Aantal weken | Opmerkingen |
| ------------------------------------------------------------------- | --------------------- | --------------------- | --------------- | ------------ | ----------- |
| Waterland                                                           | 1985                  | -                     |                 |              |             |

### Singles
| Single met eventuele hitnotering(en) in de Nederlandse Top 40 | Datum van verschijnen | Datum van binnenkomst | Hoogste positie | Aantal weken | Opmerkingen |
| ------------------------------------------------------------- | --------------------- | --------------------- | --------------- | ------------ | ----------- |
| It Started When The Rain Came                                 | 1985                  | -                     |                 |              |             |
| Waterland                                                     | 1985                  | -                     |                 |              |             |